# Bryan Bassett
Bryan Bassett (11 de agosto de 1954 en Pittsburgh) es un guitarrista estadounidense, reconocido por su trabajo con la agrupación Wild Cherry en la década de 1970, participando en la grabación del hit "Play That Funky Music". Estuvo en la banda hasta 1979 y empezó a desempeñarse como productor musical en la década de 1980.
En 1989 entró a hacer parte de una de las dos versiones alternativas de la banda de blues rock Foghat junto al cantante y guitarrista "Lonesome" Dave Peverett. En 1993 se unió a la agrupación de rock sureño Molly Hatchet, permaneciendo en la banda hasta 1999. Ese mismo año el guitarrista original de Foghat, Rod Price, abandonó el grupo, dando paso a Bryan para convertirse en su reemplazante, puesto que aún ocupa en la actualidad.

## Discografía

### Wild Cherry
- 1976 - Wild Cherry
- 1977 - Electrified Funk
- 1978 - I Love My Music

### Foghat
- 2003 - Family Joules
- 2003 - Decades Live
- 2007 - Foghat Live II
- 2010 - Last Train Home
- 2016 - Under the Influence